# Мультилок
Мультилок (англ. Mul-T-Lock) — торговая марка израильской компании «Mul-T-Lock Technologies Ltd.», производителя цилиндров и замков, в основном для входных дверей.

## О компании
Компания «Mul-T-Lock Technologies Ltd.» была основана в 1973 году.
В настоящее время компания является членом группы ASSA ABLOY. Выпускает изделия как под своей маркой, так и для компаний — изготовителей оборудования (OEM).